# 毛尔科茨
毛尔科茨，是匈牙利巴兰尼亚州所辖的一个村。总面积5.79平方公里，总人口54，人口密度9.3人/平方公里（2011年1月1日）。